# 1997 TE25
1997 TE25 är en asteroid i huvudbältet som upptäcktes 12 oktober 1997 av den amerikanske astronomen George R. Viscome vid Rand-observatoriet.
Den tillhör asteroidgruppen Astraea.